# Honnör

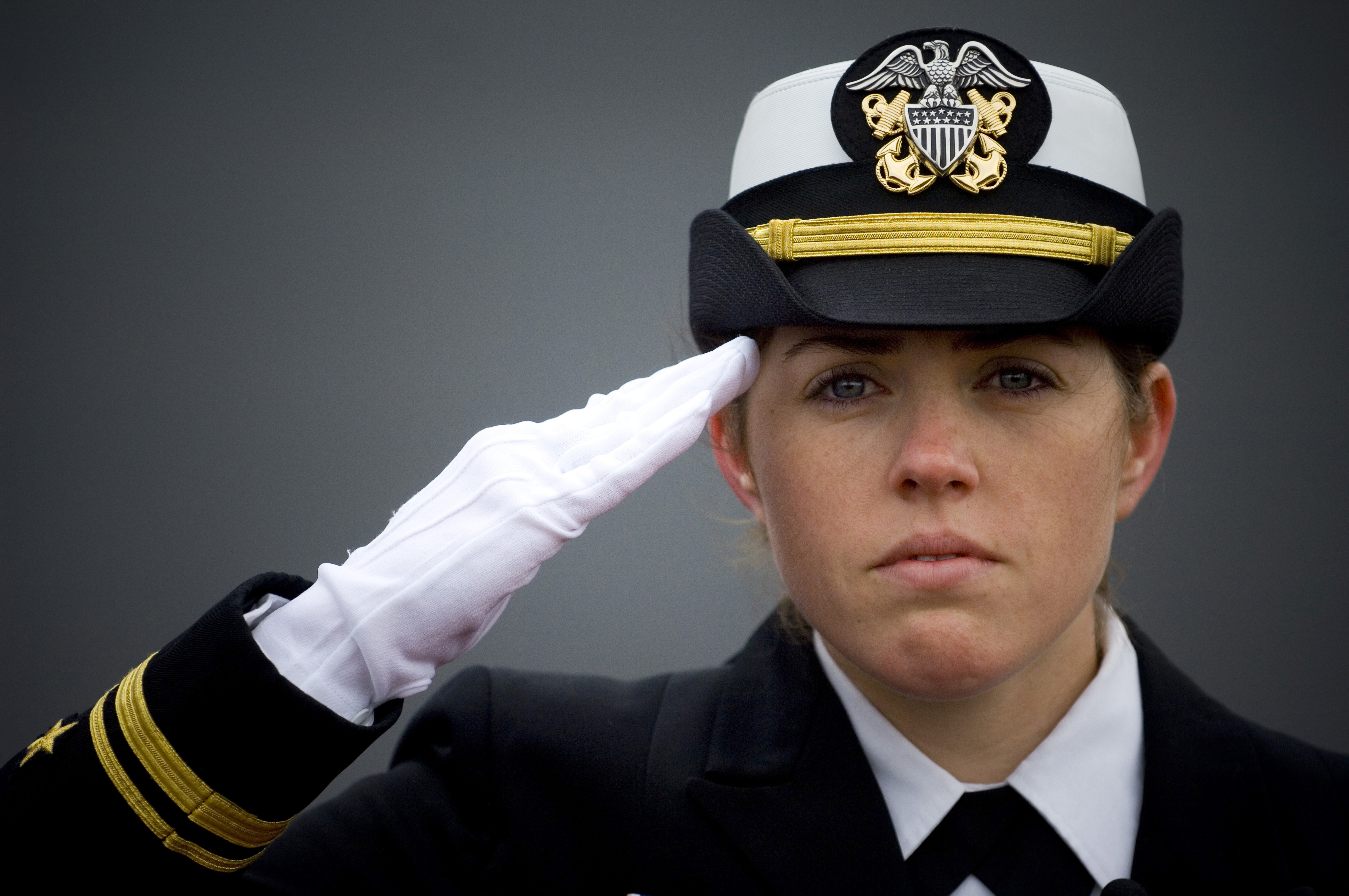
En amerikansk marinofficer gör honnör.

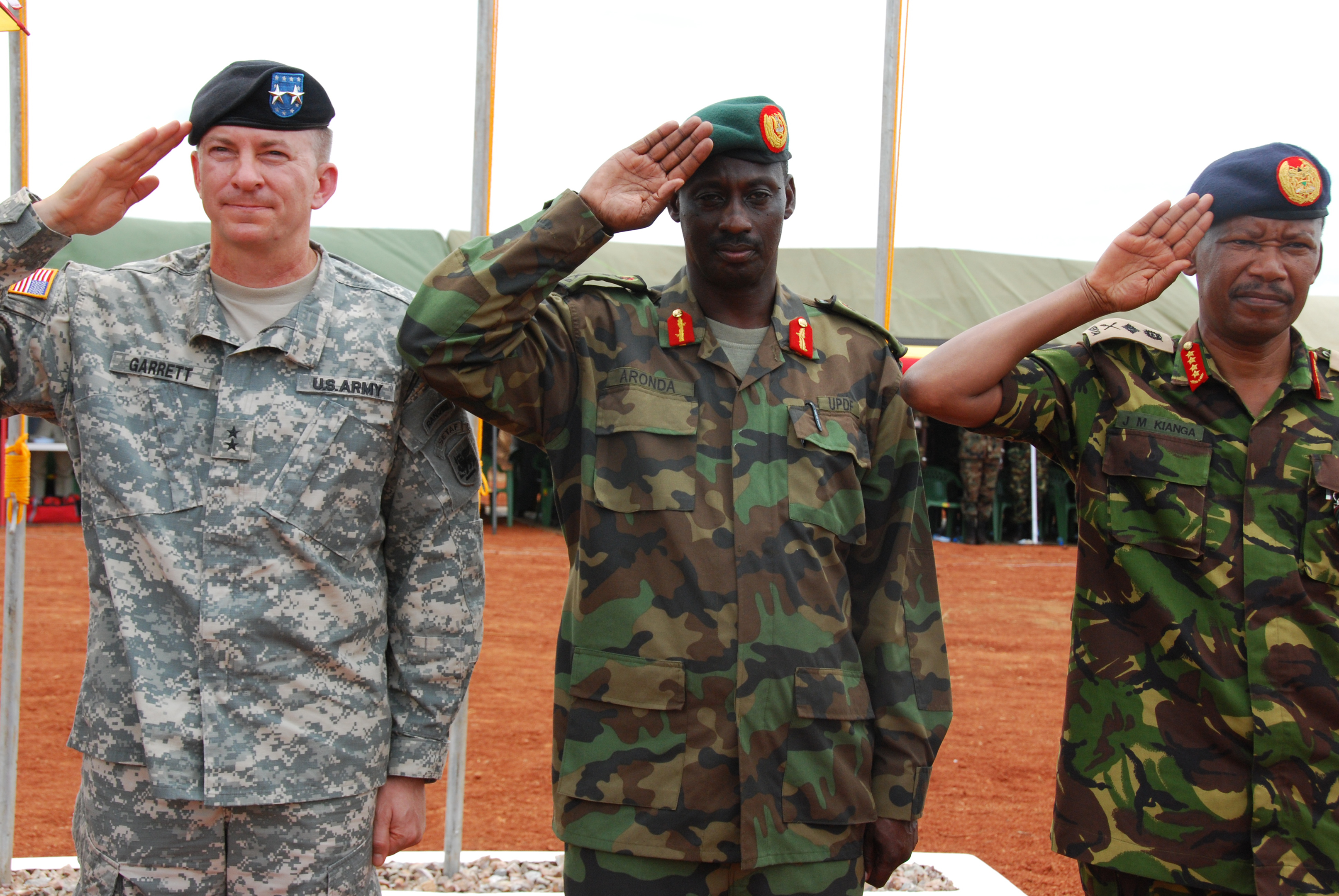
Generalmajor William B. Garrett III USA:s armé, Ugandas försvarschef general Nyakayirima Aronda, samt Kenyas försvarschef general Jeremiah Kianga gör honnör under en invigningsceremoni av Natural Fire 10 i Uganda den 16 oktober 2009. Notera att afrikanerna gör honnör av fransk-brittisk typ med handflatan framåt.

Honnör eller militärhälsning (emotikon: o7) är en hälsning som utförs av uniformerad personal, främst militärer, för att visa respekt och underdånighet gentemot högre befäl eller nationalflagga. Honnör utförs på olika vis i olika länder och oftast med högerhand som förs med rak handled, sträckta fingrar och pekfingret mot övre delen av pannan.

## Regler
Honnör utförs i Sverige endast då man bär huvudbonad och har händerna fria, det vill säga utomhus när vapen eller dylikt inte är draget. Vid hälsning utan huvudbonad tillämpas i stället huvudvridning. I till exempel USA:s armé och flygvapen kan man göra honnör utan huvudbonad. Den fransk-brittiska arméhonnören där man sätter ovansidan av handen mot övre delen av pannan och därmed visar handflatan har syftet att visa att man inte döljer en mindre kniv eller liknande främmande föremål för den man hälsar på.

## Historia
Myten säger att bruket att göra honnör härstammar från medeltiden, då riddarna lyfte på visiret när de hälsade på någon viktig person, för att visa ansiktet och kunna se den man talade med i ögonen. Detta är också förklaringen till att man i Sverige inte gör honnör inomhus, då hjälm med visir endast bars utomhus. Senare tids forskning ger vid hand att bruket härstammar från problemet med den hälsning som genomfördes innan man införde honnör - att lyfta på huvudbonaden. Med bruket att bära peruk till uniform så var det inte sällan så att man slet av sig peruken samtidigt som att man hälsade. Man tillät därför att endast ta i hattens brätte med tummen samt pek- och långfinger. Detta utvecklades senare till honnören.

## Bruket i olika länder

### Sverige
I Sverige infördes honnören under slutet av 1700-talet. Eftersom man bar vapnet i högerhand gjorde man då honnör med vänster. År 1814 ändrade kronprins Karl Johan (Karl XIV Johan) till honnör med höger hand på franskt manér med handflatan framåt. Under åren 1858 till 1874 användes tvåfingershonnör innan den ändrades till den nuvarande.

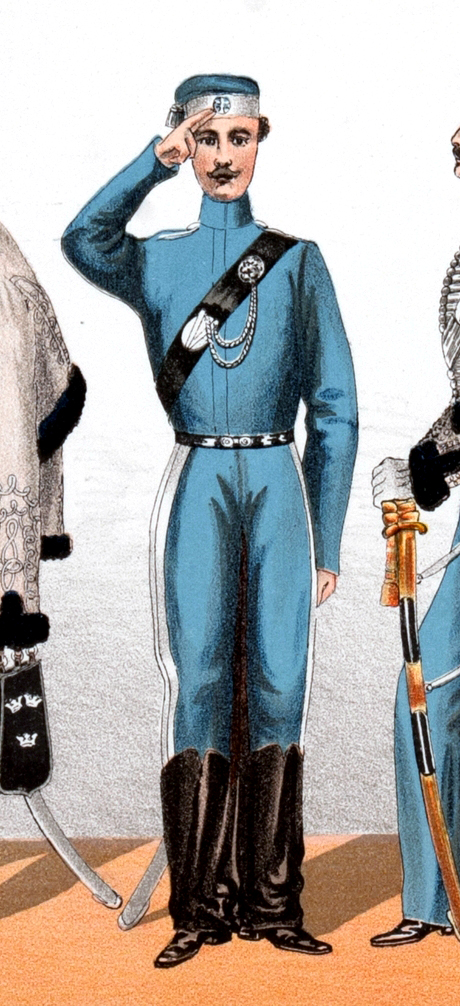
En svensk soldat ur Kungl. Livgardet till häst (K 1) gör en s.k. tvåfingershonnör.
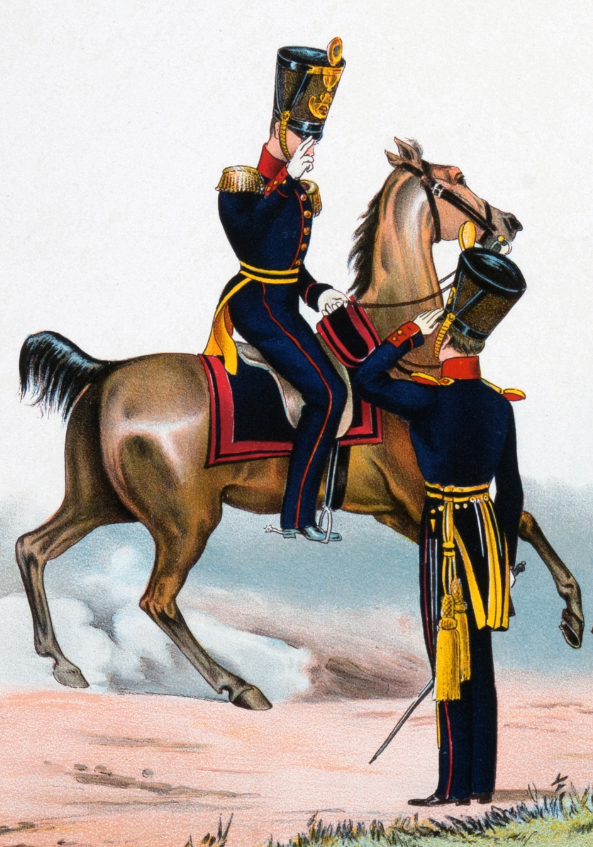
Två svenska officerare under Karl XIV Johans regering gör tvåfingershonnör (ryttaren) respektive honnör med vänster hand.

### Storbritannien
Den här artikeln är helt eller delvis baserad på material från engelskspråkiga Wikipedia, Salute, 30 juni 2017.

En honnör i Storbritanniens försvarsmakt ges till officeren, inte till personen, för att officeren har mottagit en officersfullmakt från hennes majestät drottning Elizabeth II. På så vis erkänner man officerens fullmakt och drottningen som statschef.
Sedan 1917 görs honnören i Storbritanniens armé med höger hand, där handflatan visas framåt och fingrarna nästan nuddar huvudbonaden. Före det gjordes honnören med den hand som var längst bort från personen man hälsade på, oavsett höger eller vänster. En honnör får inte ges om soldaten inte bär sin reglementsenliga huvudbonad, till exempel basker eller skärmmössa. Dock gäller denna regel inte för soldater och officerare vid Blues and Royals i Household Cavalry som efter slaget vid Warburg år 1760 fick tillstånd att göra honnör utan huvudbonad. General John Manners ska ha tappat sin hatt och peruk när han ledde ett kavallerianfall och efter slaget ha gjort en anmälan till sin överordnade, utan huvudbonad, med honnör.
Om en soldat eller officer inte har huvudbonad så måste han eller hon inta enskild ställning istället för att göra honnör. De med lägre grad hälsar först och behåller honnören tills den överordnade har besvarat den.
I flygvapnet genomförs den liknande som i armén. Flottan gör däremot som vi i dag gör i Sverige. Detta går tillbaka till när man på segelskepp använde tjära och kåda för att underhålla skeppet. Då officerarna ofta bar vita handskar på sig blev de fort smutsiga. Det ansågs vara fult att göra en honnör med en smutsig handflata vänd mot personen. Det sägs att drottning Viktoria blev hälsad på av en person med smutsig handflata, varpå hon ska ha beordrat framtida sjömän att hälsa med handflatan ner.

### Polen
Inom den polska militären används tvåfingershonnör, och en liknande hälsningsgest med tre fingrar mot tinningen (pek-, lång- och ringfingret) används också inom scoutrörelsen. Tvåfingerssaluten i polska armén symboliserar de polska orden "honor i ojczyzna", som betyder "ära och fosterland".

### Nazityskland
I den tyska militären ersattes honnören med Hitlerhälsning strax efter det misslyckade 20 juli-attentatet mot Adolf Hitler, och behölls under perioden 1944–1945.